# Kiltu Kara
Kiltu Kara est un woreda de l'ouest de l’Éthiopie situé dans la zone Mirab Welega de la région Oromia. Il a 51 800 habitants en 2007 et porte le nom de son centre administratif.
Détaché du woreda Mana Sibu en 1999[réf. souhaitée], il est limitrophe de la région Benishangul-Gumuz. Il est entouré dans la zone Mirab Welega par Nejo au sud-est, Babo au sud-ouest et Mana Sibu à l'ouest. Du côté Benishangul-Gumuz, il est bordé par le woreda Sirba Abbay.   
Son centre administratif s'appelle Kiltu Kara ou Qiltu Kara. Il est desservi par la route Nekemte-Asosa une trentaine de kilomètres au sud-ouest de Mendi.
Le recensement national de 2007 fait état d'une population de 51 800 habitants pour ce woreda dont 10 % de citadins. La majorité des habitants (52 %) sont protestants,  43 % sont orthodoxes et 5 % sont musulmans. Le centre administratif qui compte 5 256 habitants en 2007 est la seule agglomération recensée dans le woreda.
En 2022, la population du woreda est estimée à 75 972 personnes avec une densité de population de 176 personnes par km2 et 431,5 km2 de superficie.